# Ikeja Challenger 1986
L'Ikeja Challenger 1986 è stato un torneo di tennis facente parte della categoria ATP Challenger Series nell'ambito dell'ATP Challenger Series 1986. Il torneo si è giocato a Ikeja in Nigeria dal 1 al 7 dicembre 1986 su campi in terra rossa.

## Vincitori

### Singolare
Stanislav Birner ha battuto in finale  Bernhard Pils con il punteggio di 4–6, 6–3, 6–3

### Doppio
Tony Mmoh /  Nduka Odizor hanno battuto in finale  Yahiya Doumbia /  Mike Smith con il punteggio di 6–4, 7–6